# 薩利霍爾斯克區
薩利霍爾斯克區，或译索利戈尔斯克区，是白俄羅斯的一個區，位於該國中部，屬於明斯克州的一部分，面積2,498.91平方公里，2009年人口134,608，人口密度每平方公里54.7人。